# Домовый крапивник
Домо́вый крапивник (лат. Troglodytes aedon) — мелкая птица семейства крапивниковых, обитающая в Америке. Широко известен тем, что уничтожает яйца других гнездящихся в дуплах птиц — длиннохвостого крапивника Бьюика (Thryomanes bewickii), некоторых видов синиц, поползней и некоторых других, чем способствует вытеснению этих видов из их природных мест обитания.

## Описание
Мелкая приземистая птица длиной 11-13 см, размахом крыльев 17 см и массой 10-12 г. Оперение мягкое, пушистое, в верхней части тела и на голове бурое (у обыкновенного крапивника рыжевато-бурое). Брюхо рыжеватое или серовато-бурое, более светлое по сравнению с обыкновенным крапивником; шея и грудка серовато-коричневые. На маховых перьях крыльев и на кроющих хвоста имеются характерные для семейства хорошо заметные тёмные поперечные полосы, из-за чего крылья и хвост выглядят полосатыми. Крылья короткие, закруглённые, имеют 10 маховых перьев. Несмотря на то, что домовый крапивник мигрирует на дальние расстояния, его крылья больше адаптированы к коротким перелётам в густой растительности. Хвост достаточно короткий (более длинный по сравнению с обыкновенным крапивником), скорее закруглённый, имеет 12 рулевых перьев, часто приподнят вертикально вверх. Клюв шиловидный, тонкий, слегка загнут вниз. На бровях видны нечётко-выраженные бледные полоски перьев. Ноги очень сильные, розоватого цвета. Половой диморфизм не выражен — самки и самцы внешне друг от друга не отличаются. Молодые птицы внешне не отличаются от более зрелых.
Песни домового крапивника менее сложные по сравнению с обыкновенным крапивником, однако такие же непропорционально громкие. На это обратили внимание ещё древние люди — например, на языке индейского племени оджибва, живущего на западе Онтарио, название этой птицы можно перевести как «тот, кто делает слишком много шума для своего размера».

## Распространение

### Ареал
В случае если рассматривать домового крапивника как единый вид, включая подвиды T. a. musculus и T. a. brunneicollis, то его ареал включает в себя обширную территорию Америки, с севера ограниченную юго-западными провинциями Канады, районами Великих озёр и северо-восточными штатами США. Однако в последнее время вышеперечисленные подвиды часто выделяют в отдельные виды Troglodytes musculus и Troglodytes brunneicollis (см. Филогенетическое положение), и если исходить из этого, то собственно домовый крапивник является исключительно перелётной птицей, районы гнездовий которого расположены в США и Канаде севернее Центральной Калифорнии, Центрального Нью-Мексико, Северного Арканзаса и Северной Джорджии, а зимовки находятся в промежутке между южными штатами США и южной Мексикой. T. a. musculus (или T. musculus) ведёт оседлый образ жизни на всём протяжении Центральной и Южной Америки, за исключением крайне засушливых районов и возвышенностей выше 270 м над уровнем моря. T. a. brunneicollis (или T. brunneicollis) относится к горным видам и обитает в горах Мексики и на юго-востоке Аризоны.

### Местообитания
Предпочитает кустарниковые редколесья, лесные опушки, заброшенные фермы, тугайные леса, заросли колючего кустарника, влажные горные леса, культивируемые ландшафты с густой растительностью. Часто селится вблизи от человеческого жилья и охотно занимает искусственные домики-скворечники. Иногда встречается в мангровых зарослях. Избегает лесистые местности с неповреждённой растительностью. Встречается на высоте до 4000 м над уровнем моря. В отличие от многих других видов птиц, домовые крапивники только выиграли от заселения Америки европейцами, поскольку вырубка лесов и оккультурование ландшафтов способствовало их большему распространению. Кроме того, расселению птиц способствует из агрессивное поведение по отношению к некоторым другим видам.

## Образ жизни
Одной из особенностей поведения домового крапивника (характерной также и для некоторых других видов семейства крапивниковых), является его склонность к уничтожению яиц других птиц, главным образом гнездящихся в дуплах. Такое характерное поведение было замечено ещё в начале XX века, и некоторые авторы призывали бороться с неконтролируемым распространением этих птиц, ограничивая строительство для них скворечников. Жертвами крапивника в основном становятся гнездящиеся в дуплах птицы, такие как в частности каролинский поползень (Sitta carolinensys), каролинская гаичка (Poecile carolinensys), острохохлая синица (Baeolophus bicolor) и лимонный певун (Protonotaria citrea), а также родственный ему длиннохвостый крапивник Бьюика (Thryomanes bewickii). Кроме того замечено, что нападению могут подвергаться и другие птицы — в частности, обыкновенная воробьиная овсянка (Spizella passerina) и даже другие домовые крапивники. Нападения носят массовый характер, и в некоторых случаях могут привести к вытеснению других видов из района обитания домового крапивника.
Причина такого агрессивного поведения до конца не ясна — в некоторых случаях яйца могут употребляться в пищу, однако это не характеризует вид в целом. Конкуренция за места гнездовок или кормовую базу тоже может считаться достаточным основанием лишь отчасти, потому как некоторые виды занимают другую кормовую нишу и не используют дупла для строительства гнёзд.

## Размножение

Домовый крапивник возле гнезда

Половая зрелость молодых птиц наступает уже на следующий год после вылупления. Сезон размножения длится с конца апреля по начало сентября, первая кладка яиц в основном случается в середине — конце мая. Всего за сезон бывает 2 или реже 3 кладки. Первыми к местам гнездовий прилетают самцы, уже в первые часы или дни занимают подходящую территорию и приступают к строительству многочисленных гнёзд (строительство большого количества гнёзд в целом нетипично для птиц, однако характерно для некоторых видов крапивниковых). Для гнезда используется дупло с узким входом в стволе дерева, обычно невысоко над землёй. Часто используются старые дупла дятлов или искусственные домики-скворечники. Гнездо чашеобразное, состоящее из веточек и скреплённое травой, корой, корешками и перьями. Первоначально самец собирает в подходящие дупла веточки, а самка впоследствии выбирает место для гнезда и занимается строительством. Функция приносимых самцом веточек остаётся неясной: в ходе эксперимента, проводимого в 1992—1994 гг в штате Нью-Йорк, из гнёзд последовательно изымался материал, приносимый самцами до тех пор, пока самки не начинали строительство гнезда. В ходе эксперимента был сделан вывод, что количество принесённого самцом материала не влияет ни на величину кладки, ни на число слётков, ни на успешность гнездования, ни на вес мягкого материала для гнезда. Также остались неизменными периоды гнездования и время вылета птенцов. Возможно, таким образом самец просто помечает свою территорию.
В некоторых популяциях домового крапивника хорошо развита полигиния, то есть на одного самца может приходиться две и более самок. Кладка обычно состоит из 3-10 (обычно 6) белых либо розовато-белых яиц с красновато-коричневым краплением. Размер яиц 14.7-19.1 x 11.2-13.7 мм. Инкубационный период может быть от 9 до 16 дней, но в среднем составляет 12 дней. Птенцы вылупляются покрытыми пучками пуха и беспомощными. Оба родителя занимаются их кормлением, однако в случае полигинии роль самца в этом процессе может быть заметно снижена. Птенцы начинают летать довольно рано, через 15-17 дней, но ещё приблизительно в течение двух недель кормятся родителями. Продолжительность жизни домовых крапивников в среднем составляет 7,1 год.

## Питание
Питается главным образом наземными, обычно медленно передвигающимися, насекомыми. Взрослые птицы употребляют в пищу жуков, пауков и цикадок (Cicadellidae). Птенцы кормяться гусеницами, кузнечиками и сверчками. Кроме насекомых, птицы иногда поедают некоторых моллюсков. Корм выискивают в траве, листьях кустарника и подлеске.

## Филогенетическое положение
В 1996 году Р. Брамфильд и А. Каппарелла из Университета Иллинойса США, сравнили данные изоферментов известных подвидов домового крапивника T.a.musculus и T.a.brunneicollis, и пришли к выводу, что эти таксоны имеют сестринское родство по отношению к домовому крапивнику, в связи с чем было выдвинуто предложение повысить их ранг до вида и впредь именовать Troglodytes musculus и Troglodytes brunneicollis. В 1999 году группа орнитологов под началом Натана Райса из Университета Канзаса (США), сравнившая последовательности митохондриальной ДНК разных видов, выдвинула предположение, что Troglodytes aedon, Troglodytes musculus и Troglodytes brunneicollis вместе образуют единую монофилитескую группу. Ещё одним общепризнанным видом, ранее считавшимся подвидом домового крапивника, является Troglodytes cobbi — эндемик Фолклендских островов.